# Sumiller de cerveza

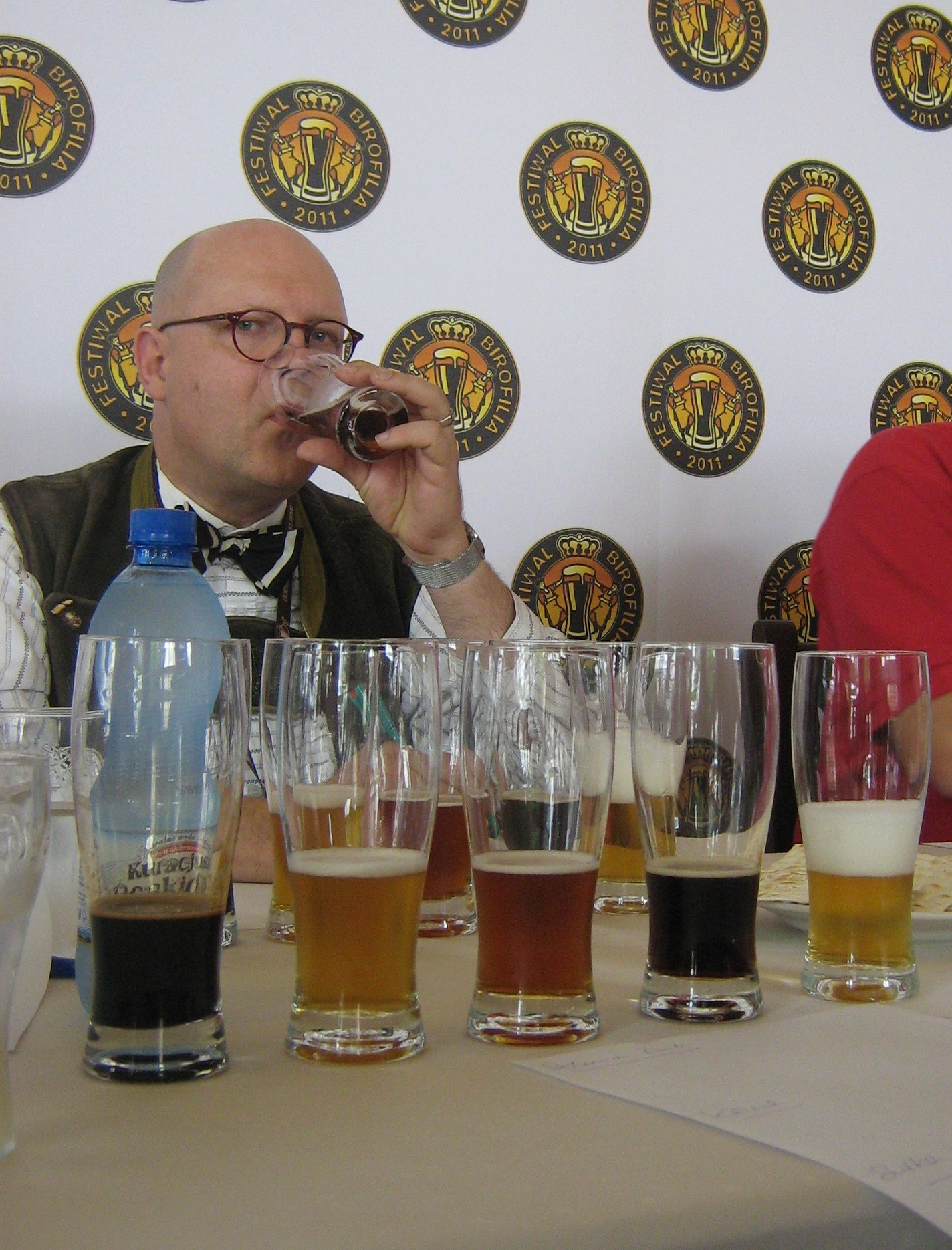
Conrad Seidl, miembro de un comité de evaluación de cervezas caseras

Un sumiller de cerveza o sumiller cervecero es un profesional que trabaja en la industria de la hostelería y de la elaboración de bebidas alcohólicas especializado en el servicio y conocimiento de la cerveza. Para obtener este certificado es necesario conocer y comprender, en relación con la cerveza, sus distintos estilos, su elaboración, los ingredientes necesarios, su historia, cristalería cervecera, servicio de la cerveza, sistemas de instalación para servir cerveza, catar cervezas y maridaje cervecero. La profesión es relativamente nueva y está en auge.

## Descripción
El trabajo de un sumiller de cerveza es variopinto debido a reciente creación y la amplitud de la industria de la cerveza. Habitualmente las personas se certifican a través de uno de los esquemas de acreditación, trabajan en la industria de la hostelería y tendrán la responsabilidad de elegir y comprar cerveza, supervisar su correcto almacenamiento y servicio, atender a los clientes y educar al personal. En la industria cervecera, los sumilleres de cerveza pueden realizar visitas guiadas y degustaciones, así como ser representantes de ventas. En la industria minorista, pueden estar a cargo de la compra y selección de cervezas disponibles para la compra. Los sumilleres de cerveza autónomos pueden realizar una variedad de trabajos que incluyen desde ofrecer asesoramiento cervecero a bares y restaurantes y adiestrar a su personal, escribir en publicaciones sobre cerveza, organizar eventos de degustación de cerveza y concursos de cerveza como jueces, así como también redactar opiniones de cervezas.

## Cata o degustación de cervezas
La degustación de cerveza es el acto de evaluar el sabor y la calidad de la cerveza a través del proceso subjetivo de catar la cerveza. Algunas organizaciones proporcionan sistemas de clasificación de cerveza para cuantificar los resultados de la cata de cerveza.
El Beer Judge Certification Program (BJCP) es una organización sin ánimo de lucro creada en 1985 para «promover la alfabetización de la cerveza y la apreciación de la verdadera cerveza y dar reconocimiento a las habilidades de degustación y evaluación de la cerveza». El BJCP ha dado el título a través del Beer Judge Examination a un total de 10 968 personas en todo el mundo, de los que 6898 son actualmente jueces activos en el programas, y 851 poseen el ranking de National o más elevado, y sus miembros han juzgado y catado un total de 1 350 724 cervezas y participado en unos 8218 concursos.